# Якщо ворог не здається...
«Якщо ворог не здається…» (рос. «Если враг не сдаётся…») — український радянський широкоформатний художній фільм 1982 року кінорежисера Тимофія Левчука. Назва фільму є алюзією до статті «Якщо ворог не здається, його знищують» Максима Горького 1930 року.

## Сюжет
У фільмі розповідається про Корсунь-Шевченківську операцію на початку 1944 року під час німецько-радянської війни, після перемоги в якій для радянських військ відкрився вихід на Балкани.

## У ролях
- Михайло Ульянов — маршал Гергій Жуков
- Яків Трипольський — Йосип Сталін
- Володимир Меньшов — генерал армії Іван Конєв
- Анатолій Пазенко — генерал армії Микола Ватутін
- Альгімантас Масюліс — генерал-фельдмаршал Еріх фон Манштейн
- Валентин Гафт — німецький генерал Вільгельм Штеммерман
- Артем Карапетян — генерал Джошуа
- Володимир Талашко — Русанов
- Михайло Ігнатов — німець (немає в титрах)
- Катерина Крупеннікова — Лебедєва
- Алла Парфаньяк — епізод
- Ігор Слободський — епізод
- Олександр Мовчан — Селіванов
- Олександр Биструшкін — Кузнецов
- Всеволод Гаврилов — Савельєв
- Анатолій Васильєв — майор Ченцов
- Анатолій Матешко — Смирнов
- Сергій Іванов — лейтенант Зацепін
- Віра Кузнєцова — Устя Байда
- Ніна Веселовська — Мотря Байда
- Анатолій Барчук — Микола Байда
- Федір Стригун — Федір Байда
- Маргарита Криницина — дружина поліцая
- Костянтин Степанков — епізод
- Геннадій Болотов — епізод

## Творча група
- Сценарист: Євген Онопрієнко
- Режисер-постановник: Тимофій Левчук
- Оператор-постановник: Едуард Плучик
- Художник-постановник: Вульф Агранов
- Композитор: Євген Станкович
- Текст від автора читає Артем Карапетян